# زوفيان
زوفيان (بالإنجليزية Zofian) قرية في منطقة غمينا كاميونكا الإدارية، ضمن مقاطعةِ (لوبارتو)، في محافظة لوبلين، شرق بولندا. تقع على بعد 9 كيلومترات تقريبا (6 ميلا) جنوب كاميونكا، 15 كيلومترا (9 ميلا) جنوب غرب لوبارتو، و20 كيلومترا (12 ميلا) شمال شرق العاصمةِ الإقليميةِ لوبلين.

## تاريخها
كانت القرية في السابق تابعة لمحافظة لوبلين القديمة، وذلك ما بين سنتي 1975 و1998. بدءاً من سنة 1998، انضمت القرية إلى محافظة لوبلين الجديدة.